# 7 kwietnia
7 kwietnia jest 97. (w latach przestępnych 98.) dniem w kalendarzu gregoriańskim. Do końca roku pozostaje 268 dni.

## Święta
- Imieniny obchodzą: Asumpta, Donat, Epifaniusz, Hegezyp, Herman, Jan Chrzciciel, Józef, Krystian, Maria, Niestanka i Przedsław.
- Armenia – Dzień Macierzyństwa i Piękności
- Kościół prawosławny – Zwiastowanie Bogurodzicy (jedno z 12 głównych świąt)
- Międzynarodowe:
  - Światowy Dzień Zdrowia (ustanowiony przez WHO)
  - Dzień Pamięci Ofiar Ludobójstwa w Rwandzie (ustanowiony przez Zgromadzenie Ogólne ONZ)
- Mozambik – Dzień Kobiet
- Wspomnienia i święta w Kościele katolickim[1][2] obchodzą:
  - bł. Dominik Iturrate Zubero (trynitarz)
  - św. Herman Józef ze Steinfeld (Bawaria)
  - św. Hegezyp
  - św. Jan Chrzciciel de la Salle (prezbiter)

## Wydarzenia w Polsce
- 1400 – Na dokumentach rady miejskiej Warszawy postawiono pieczęcie z najstarszym zachowanym do dzisiaj wizerunkiem herbu miejskiego z syreną.
- 1455 – Wojna trzynastoletnia: wielki mistrz krzyżacki Ludwig von Erlichshausen doprowadził do zawarcia regionalnego rozejmu z załogami Związku Pruskiego w twierdzach Starogard i Nowe nad Wisłą (które odmówiły walk, gdy nie wypłacono im żołdu w umówionym terminie) i wyruszył z Malborka na czele wyprawy mającej zhołdować Dolne Prusy.
- 1522 – Wybuchł groźny pożar Jutrosina w Wielkopolsce.
- 1654 – Król Jan II Kazimierz Waza nadał herb miastu Zabłudów na Grodzieńszyźnie[3].
- 1656 – Potop szwedzki: zwycięstwo wojsk polskich w bitwie pod Warką.
- 1794 – Insurekcja kościuszkowska: do Krakowa wtoczono 12 rosyjskich armat zdobytych w bitwie pod Racławicami.
- 1849 – Wiosna Ludów: Jan Gajda zaapelował w odezwie opublikowanej na łamach wychodzącego w Bytomiu polskojęzycznego „Dziennika Górnośląskiego” o utworzenie Ligi Śląskiej dla poparcia narodowości śląskiej.
- 1861 – Rosyjski oficer Jan Peucker popełnił samobójstwo, nie chcąc strzelać do uczestników patriotycznego pochodu w Warszawie.
- 1922:
  - Premiera filmu Chłopi w reżyserii Eugeniusza Modzelewskiego.
  - Zakłady Fablok z Chrzanowa przekazały PKP pierwszy wyprodukowany w Polsce parowóz towarowy serii Tr21 z tendrem 3-osiowym.
- 1928 – Spłonął Teatr Bagatela w Krakowie.
- 1933 – Premiera komedii romantycznej Jego ekscelencja subiekt w reżyserii Michała Waszyńskiego.
- 1935 – NSDAP wygrała ostatnie wybory do Vollkstagu Wolnego Miasta Gdańska.
- 1936 – Rozpoczął się strajk okupacyjny w fabryce „Metalurgia” w Częstochowie. Trwał do 14 czerwca.
- 1937 – W Krypcie Zasłużonych na Skałce w Krakowie został pochowany Karol Szymanowski.
- 1938:
  - Premiera komedii filmowej Szczęśliwa trzynastka w reżyserii Mariana Czauskiego.
  - Sejm RP przyjął Ustawę o ochronie imienia Józefa Piłsudskiego.
- 1940 – Niemcy dokonali pacyfikacji wsi Adamów i Królewiec na Kielecczyźnie, mordując 83 osoby.
- 1942 – Z getta w Rejowcu w ramach pierwszej akcji deportacyjnej wywieziono do obozu zagłady w Sobiborze ponad 2 tys. Żydów, a około dwustu zastrzelono na miejscu.
- 1943:
  - Akcja „Reinhardt”: Niemcy dokonali masowych egzekucji Żydów w gettach w Skałacie, Trembowli i Zbarażu.
  - W Warszawie powstała Polska Armia Ludowa.
- 1944:
  - Oddziały Batalionów Chłopskich i Armii Krajowej stoczyły we wsi Molendy koło Kozienic bitwę z przeważającymi oddziałami niemieckimi, wyrywając się z okrążenia.
  - We wsi Moosberg w dawnym województwie lwowskim w nocy z 6 na 7 kwietnia oddział UPA dokonał mordu na co najmniej 31 Polakach.
  - W Pawlikówce w dawnym województwie stanisławowskim w dniach 5-7 kwietnia oddział UPA dokonał mordu na 124 Polakach.
  - W Pyszówce w dawnym województwie lwowskim w wyniku nocnego napadu oddziału UPA zginęło 52 Polaków.
- 1949 – Sejm Ustawodawczy przyjął ustawę o likwidacji analfabetyzmu.
- 1950 – Najlepszy polski as myśliwski z czasów wojny Stanisław Skalski został skazany na karę śmierci w tzw. procesie kiblowym.
- 1954 – Tadeusz Mrugacz został prezydentem Krakowa.
- 1956 – Premiera filmu Sprawa pilota Maresza w reżyserii Leonarda Buczkowskiego.
- 1972 – Premiera filmu Zaraza w reżyserii Romana Załuskiego.
- 1975 – Premier Belgii Leo Tindemans złożył wizytę w Polsce.
- 1989 – Sejm PRL przyjął ustawę Prawo o stowarzyszeniach.
- 1995 – Otwarto pierwszą linię warszawskiego metra Kabaty-Politechnika.
- 1998 – We wsi Sady koło Poznania otwarto fabrykę autobusów MAN.
- 2008 – Otwarto skansen w Wolinie.
- 2024 – Odbyła się pierwsza tura wyborów samorządowych.

## Wydarzenia na świecie

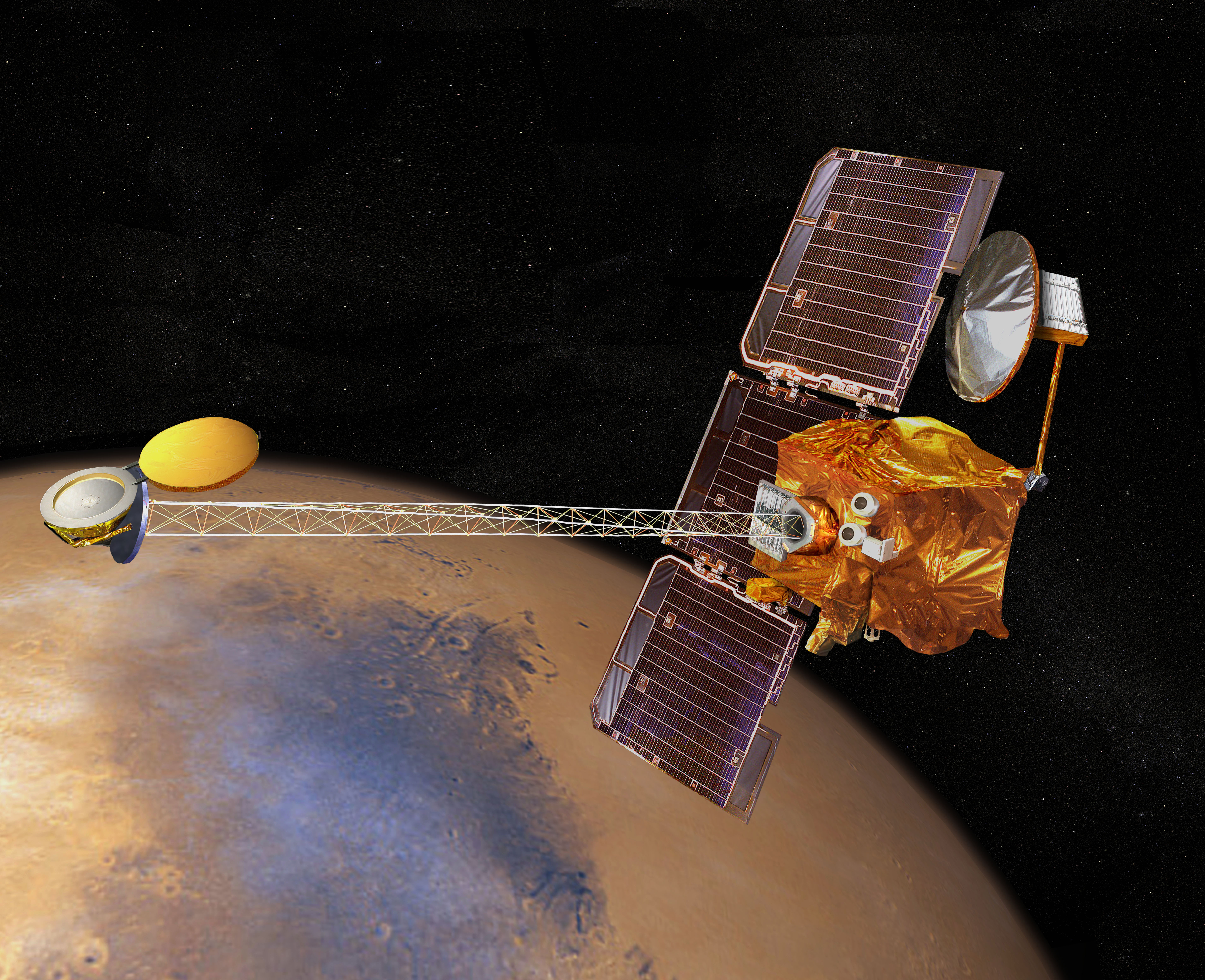
Sonda kosmiczna Mars Odyssey

- 30 – Według hipotez niektórych historyków ukrzyżowano Jezusa Chrystusa.
- 451 – Hunowie splądrowali francuskie miasto Metz.
- 529 – Ogłoszono Kodeks Justyniana.
- 1141 – Cesarzowa Matylda ogłosiła się panią Anglików.
- 1203 – IV wyprawa krzyżowa: flota krzyżowców wyruszyła z Zary (Zadaru) do Konstantynopola.
- 1348 – Założono Uniwersytet Karola w Pradze.
- 1449 – Abdykował antypapież Feliks V, co zakończyło schizmę bazylejską.
- 1498 – Ludwik XII został królem Francji.
- 1500 – Papież Aleksander VI unieważnił ślub „per procura” z 1476 roku króla Czech, Węgier i Chorwacji Władysława II Jagiellończyka z Barbarą Hohenzollern oraz jego tajny ślub z Beatrycze Aragońską z 1490 roku.
- 1521 – Ferdynand Magellan wylądował na filipińskiej wyspie Cebu.
- 1540 – Miało miejsce całkowite zaćmienie Słońca widoczne w pasie od adriatyckich wybrzeży Państwa Kościelnego (Pesaro) przez Republikę Wenecką (m.in. Zadar), Imperium Osmańskie (w tym Wschodnie Królestwo Węgier), Rzeczpospolitą (województwa ruskie i podolskie oraz Wielkie Księstwo Litewskie) i Wielkie Księstwo Moskiewskie aż po Arktykę.
- 1541 – Legat papieski Franciszek Ksawery wypłynął z Lizbony do Indii.
- 1655 – Fabio Chigi został wybrany 237. papieżem i przybrał imię Aleksander VII.
- 1724 – W kościele św. Mikołaja w Lipsku Johann Sebastian Bach poprowadził prawykonanie swej Pasji według św. Jana.
- 1767 – Wojska birmańskie zdobyły i zburzyły miasto Ayutthaya w dzisiejszej Tajlandii.
- 1789 – Selim III został sułtanem Imperium Osmańskiego.
- 1791 – Włoski awanturnik, wolnomularz, alchemik, uzdrowiciel i okultysta Alessandro di Cagliostro został skazany przez Świętą Inkwizycję na karę śmierci. Wyrok został następnie zamieniony przez papieża Piusa VI na dożywotnie pozbawienie wolności.
- 1798 – Utworzono Terytorium Missisipi.
- 1805:
  - Licząca 33 członków ekspedycja Lewisa i Clarka opuściła po spędzonej tam zimie wioskę indiańskiego plemienia Mandanów i odpłynęła po rzece Missouri w kierunku wybrzeża Pacyfiku.
  - W Wiedniu odbyła się premiera III symfonii Beethovena.
- 1822 – Zwycięstwo patriotów nad wojskami hiszpańskimi w bitwie na równinie Bomboná w czasie wojny o niepodległość Ekwadoru.
- 1827 – Angielski aptekarz John Walker sprzedał pierwsze pudełko wynalezionych przez siebie zapałek.
- 1831 – Cesarz Brazylii Piotr I abdykował na rzecz swego 5-letniego syna Piotra II.
- 1862:
  - Amerykański astronom Horace Parnell Tuttle odkrył planetoidę (73) Klytia.
  - Wojna secesyjna: zwycięstwem wojsk Unii zakończyła się bitwa pod Shiloh.
- 1880 – Dragan Cankow został premierem Bułgarii.
- 1894 – Powstanie chłopskie w Korei: zwycięstwo powstańców nad siłami rządowymi w bitwie pod Peksan.
- 1900 – Ponad 100 osób zginęło w wyniku przerwania tamy na rzece Colorado koło Austin w Teksasie.
- 1901 – Uruchomiono pierwszą linię tramwajową na Teneryfie w archipelagu Wysp Kanaryjskich.
- 1903 – Założono norweski klub piłkarski Fredrikstad FK.
- 1906 – Podpisano traktat końcowy konferencji w Algeciras, na mocy którego Francja i Hiszpania przejęły kontrolę nad Marokiem.
- 1910 – Zwodowano niemiecki krążownik liniowy SMS „Moltke”.
- 1911 – W pożarze kopalni węgla kamiennego w Throop w Pensylwanii zginęło 72 górników.
- 1918 – Nad Morzem Śródziemnym eksplodował niemiecki sterowiec LZ 104, w wyniku czego zginęła cała, 21-osobowa załoga.
- 1919 – Założono Francuski Związek Piłki Nożnej (FFF).
- 1920:
  - Drugiego dnia francuskiej okupacji Frankfurtu nad Menem żołnierze z Maroka Francuskiego otworzyli ogień do protestujących cywilów, zabijając 9 osób.
  - W wyniku trwających od 4 kwietnia zamieszek w Jerozolimie zginęło 5 Żydów i 4 Arabów, a rannych zostało 216 Żydów, 23 Arabów i 7 żołnierzy brytyjskich.
- 1922 – W północnej Francji w wyniku zderzenia w gęstej mgle francuskiego samolotu Farman F-60 z brytyjskim de Havilland DH.18 zginęło 7 osób.
- 1925:
  - Adolf Hitler zrzekł się obywatelstwa austriackiego.
  - Zwodowano amerykański lotniskowiec USS „Saratoga”.
- 1926 – Benito Mussolini został lekko ranny w nos w wyniku postrzelenia przez Irlandkę Violet Gibson.
- 1927:
  - Premiera francuskiego niemego filmu biograficznego Napoleon w reżyserii Abela Gance’a.
  - W USA miał miejsce pierwszy przekaz telewizyjny na dużą odległość (Waszyngton-Nowy Jork) dzięki wykorzystaniu linii telefonicznej.
- 1928 – Premiera amerykańskiej niemej komedii filmowej Speedy w reżyserii Teda Wilde’a.
- 1933 – W USA (na 8 miesięcy przed całkowitym zniesieniem prohibicji) weszła w życie poprawka do Narodowej Ustawy o Prohibicji z 1919 roku, pozwalająca na składowanie i sprzedaż piw do zawartości alkoholu wynoszącej 3,2% wagi i 4% objętości oraz win lekkich. Pierwotnie ustawa definiowała napoje wyskokowe jako te z większą niż 0,5% zawartością alkoholu.
- 1934 – 40 osób zginęło w wioskach Fjørå i Tafjord w południowo-zachodniej Norwegii w wyniku uderzenia kilkunastometrowego tsunami, wywołanego osuwiskiem skalnym do fiordu Tafjorden.
- 1936:
  - 12 spośród 14 osób na pokładzie zginęło w katastrofie należącego do linii Trans Continental and Western Air samolotu Douglas DC-2 w górach w hrabstwie Fayette w Pensylwanii.
  - Prezydent II Republiki Hiszpańskiej Niceto Alcalá-Zamora został usunięty ze stanowiska przez parlament.
- 1938:
  - Hiszpańska wojna domowa: wojska frankistowskie zdobyły miasto Tremp w Katalonii.
  - II wojna chińsko-japońska: zwycięstwem wojsk chińskich zakończyła się bitwa pod Tai’erzhuangiem (24 marca – 7 kwietnia).
  - Premiera amerykańskiego filmu przygodowego Marco Polo w reżyserii Archiego Mayo.
- 1939:
  - Earle Page został premierem Australii.
  - Włochy dokonały inwazji na Albanię.
- 1941:
  - Front zachodni: w nocy z 7 na 8 kwietnia Luftwaffe dokonała pierwszego nalotu bombowego na Belfast.
  - Wielka Brytania zerwała stosunki dyplomatyczne z Węgrami.
- 1942 – Kampania śródziemnomorska: w trakcie niemieckiego nalotu bombowego na stolicę Malty Vallettę całkowicie zniszczony został gmach Opery Królewskiej.
- 1943:
  - Bitwa o Atlantyk: niemiecki okręt podwodny U-644 został zatopiony wraz z 45-osobową załogą na południowy wschód od wyspy Jan Mayen przez brytyjską jednostkę tej samej klasy HMS „Tuna”(inne języki).
  - II wojna światowa w Afryce: zwycięstwo wojsk alianckich w bitwie o Wadi Akarit w Tunezji Francuskiej.
  - Wojna na Pacyfiku: u wybrzeża Guadalcanal w archipelagu Wysp Salomona został zbombardowany i zatopiony przez japońskie samoloty amerykański niszczyciel USS „Aaron Ward”, w wyniku czego 20 członków załogi zginęło, 59 zostało rannych, a 7 uznano za zaginionych.
  - Zwodowano japoński lotniskowiec „Taihō”.
- 1944 – Bitwa o Atlantyk: na południe od Nowej Szkocji niszczyciel USS „Champlin” i niszczyciel eskortujący USS „Huse” zatopiły niemiecki okręt podwodny U-856, w wyniku czego zginęło 27 spośród 55 członków załogi.
- 1945:
  - Kantarō Suzuki został premierem Japonii.
  - Wojna na Pacyfiku: Amerykanie zatopili pancernik „Yamato” i niszczyciel „Hamakaze”.
- 1946 – Obwód królewiecki został oficjalnie przyłączony do ZSRR.
- 1947 – W Damaszku założono panarabską Partię Baas.
- 1948 – Powstała Światowa Organizacja Zdrowia (WHO).
- 1951 – Abd Allah al-Jafi został premierem Libanu.
- 1955 – Anthony Eden został premierem Wielkiej Brytanii.
- 1956 – Kilkuset arabskich fedainów dokonało jednocześnie wielu akcji sabotażowych na izraelską infrastrukturę kolejową, drogową i energetyczną, w wyniku czego zginęło 4 Izraelczyków, a 3 zostało rannych. Siły izraelskie zabiły 11 fedainów, a 5 aresztowały.
- 1959 – W Czechach spadł meteoryt Pribram.
- 1960:
  - Premiera brytyjskiego thrillera Podglądacz w reżyserii Michaela Powella.
  - W RPA zdelagalizowano Afrykański Kongres Narodowy i Kongres Panafrykański.
- 1962 – 1179 kubańskich emigrantów, wziętych do niewoli po nieudanej inwazji w Zatoce Świń w kwietniu 1961 roku, zostało skazanych przez kubański sąd na wyroki po 30 lat pozbawienia wolności za zdradę.
- 1963 – Proklamowano Socjalistyczną Federacyjną Republikę Jugosławii. Josip Broz Tito został dożywotnim prezydentem.
- 1964 – Przy pomocy radioteleskopu w obserwatorium Arecibo na Portoryko odkryto, że okres obrotu Merkurego wokół własnej osi wynosi 59 dni, a nie jak sądzono do tej pory 88.
- 1966 – Na Morzu Śródziemnym przy użyciu batyskafu “Alvin” wydobyto z głębokości 853 m czwartą bombę wodorową z amerykańskiego bombowca strategicznego B-52, który w trakcie tankowania w powietrzu rozbił się 17 stycznia tego roku po zderzeniu z latającą cysterną KC-135 koło hiszpańskiej wioski Palomares del Rio. Pozostałe 3 bomby spadły na ląd.
- 1967:
  - W bitwie powietrznej nad Wzgórzami Golan izraelskie myśliwce zestrzeliły 6 syryjskich MiG-ów 21.
  - Wprowadzono Krajowy znak jakości ZSRR.
- 1968:
  - Były dwukrotny mistrz świata Formuły 1 Szkot Jim Clark zginął wypadku na torze w niemieckim Hockenheim w trakcie wyścigu Formuły 2.
  - Została wystrzelona radziecka sonda księżycowa Łuna 14.
- 1969 – Opublikowano RFC 1[4]. Jest to symboliczna data zapoczątkowania funkcjonowania Internetu.
- 1970 – Odbyła się 42. ceremonia wręczenia Oscarów.
- 1971 – Chorwaccy nacjonaliści Miro Barešić i Anđelko Brajković wtargnęli do jugosłowiańskiej ambasady w Sztokholmie, gdzie torturowali i postrzelili ambasadora Vladimira Rolovicia, który zmarł 15 kwietnia w szpitalu.
- 1972:
  - 29-letni pilot helikopterów i weteran wojny wietnamskiej Richard McCoy Jr. wsiadł w Denver uzbrojony w atrapę granatu i nienaładowany pistolet na pokład Boeinga 727 linii United Airlines, a następnie przekazał stewardesie pisemną instrukcję, która zawierała żądanie przekazania 4 spadochronów i 500 tys. dolarów okupu, po otrzymaniu których i uwolnieniu pasażerów w San Francisco wyskoczył nad stanem Utah po opuszczeniu schodów na ogonie samolotu. Został aresztowany 9 kwietnia przez FBI na podstawie dopasowania odcisków palców oraz odręcznego pisma, a w 1974 roku, po ucieczce z więzienia, zginął w strzelaninie z agentami FBI. Według niektórych badaczy McCoy był sprawcą identycznego porwania 24 listopada 1971 roku, gdy osobnik znany jako D.B. Cooper uprowadził samolot i po otrzymaniu okupu wyskoczył ze spadochronem nad stanem Waszyngton.
  - W mieście Zanzibar zginął w zamachu prezydent Zanzibaru i wiceprezydent Tanzanii Abeid Amani Karume.
- 1973 – Utwór Tu te reconnaîtras w wykonaniu reprezentującej gospodarzy francuskiej piosenkarki Anne-Marie David zwyciężył w 18. Konkursie Piosenki Eurowizji w mieście Luksemburg.
- 1977:
  - Donald Trump ożenił się z czeską modelką Ivaną Zelníčkovą.
  - W niemieckim Karlsruhe terroryści z Frakcji Czerwonej Armii zastrzelili prokuratora generalnego RFN Siegfrieda Bubacka, jego kierowcę i urzędnika prokuratury.
- 1979 – Zwodowano atomowy okręt podwodny USS „Ohio”.
- 1980:
  - 5 palestyńskich terrorystów przekroczyło granicę libańsko-izraelską i zaatakowało kibuc Misgaw Am, biorąc 9 dzieci jako zakładników. W wyniku szturmu izraelskich komandosów zginęli wszyscy terroryści, dziecko, sekretarz kibucu i antyterrorysta, a 4 dzieci zostało rannych.
  - USA zerwały stosunki dyplomatyczne z Iranem.
- 1989 – Na Morzu Norweskim zatonął najnowocześniejszy radziecki atomowy okręt podwodny K-278 „Komsomolec”, w wyniku czego zginęło 39 spośród 69 członków załogi.
- 1990 – 158 osób zginęło w pożarze norweskiego promu pasażerskiego „Scandinavian Star”.
- 1992:
  - Przyjęto nowy wzór flagi Albanii.
  - Republika Serbska w Bośni i Hercegowinie ogłosiła deklarację niepodległości.
- 1994:
  - Ludobójstwo w Rwandzie: rozpoczęły się masowe mordy ludności pochodzenia Tutsi w stolicy kraju Kigali. Umiarkowana premier i p.o. prezydenta Agathe Uwilingiyimana (pochodzenia Hutu) została brutalnie zamordowana wraz z mężem przez Gwardię Prezydencką.
  - Pracownik transportowego przedsiębiorstwa lotniczego FedEx Auburn Calloway, który miał zostać zwolniony za oszustwo w swoim CV, zaatakował po starcie z Memphis w stanie Tennessee załogę lotu 705, aby po doprowadzeniu do katastrofy zapewnić odszkodowanie swej rodzinie. Po długotrwałej i krwawej walce został obezwładniony, a ciężko ranni piloci sprowadzili samolot bezpiecznie na ziemię.
- 1995:
  - I wojna czeczeńska: rosyjscy żołnierze dokonali w dniach 7/8 kwietnia masakry około 100 mieszkańców wsi Samaszki.
  - Po dziewięcioletniej rekonstrukcji otwarto Galerię Tretiakowską w Moskwie.
- 1999 – Krótko po starcie rozbił się należący do Turkish Airlines Boeing 737, odbywający lot bez pasażerów z lotniska w Adanie do Dżuddy w Arabii Saudyjskiej, w wyniku czego zginęło 6 członków załogi.
- 2002 – Abel Pacheco wygrał w drugiej turze wybory prezydenckie w Kostaryce.
- 2003 – II wojna w Zatoce Perskiej: wojska amerykańskie rozpoczęły oblężenie Bagdadu.
- 2005:
  - Dżalal Talabani został zaprzysiężony na urząd prezydenta Iraku.
  - W Watykanie opublikowano testament zmarłego 2 kwietnia papieża Jana Pawła II.
- 2006 – Trzech zamachowców-samobójców wysadziło się w powietrze w meczecie Baratha w Bagdadzie. Zginęło co najmniej 90 osób, a ponad 170 zostało rannych.
- 2009:
  - Były prezydent Peru Alberto Fujimori został skazany na 25 lat pozbawienia wolności.
  - W czasie protestów przeciwko zwycięstwu komunistów w wyborach parlamentarnych w stolicy Mołdawii Kiszyniowie demonstranci zdobyli i splądrowali gmach parlamentu oraz siedzibę prezydenta.
- 2010:
  - Narodowy Bank Republiki Białorusi wprowadził do obiegu pamiątkową monetę „Bitwa pod Grunwaldem. 600 lat”, wydaną na wniosek Towarzystwa Języka Białoruskiego.
  - W Katyniu odbyła się pierwsza część obchodów 70. rocznicy zbrodni katyńskiej.
  - W wyniku protestów społecznych w Kirgistanie został obalony prezydent Kurmanbek Bakijew.
- 2011:
  - Atifete Jahjaga została pierwszą kobietą-prezydentem Kosowa.
  - Mahamadou Issoufou został prezydentem Nigru.
  - Uruchomiono komunikację tramwajową w Jerozolimie.
  - 12 dzieci zginęło, a 22 inne osoby zostały ranne w ataku szaleńca na szkołę w Rio de Janeiro w Brazylii. Po ataku sprawca popełnił samobójstwo.
- 2012 – Joyce Banda została pierwszą kobietą-prezydentem Malawi.
- 2014 – Prorosyjscy separatyści zajęli budynek administracji obwodu donieckiego i rady miasta w Doniecku i ogłosili powstanie Donieckiej Republiki Ludowej.
- 2016:
  - Hashim Thaçi został prezydentem Kosowa.
  - Nguyễn Xuân Phúc został premierem Wietnamu.
  - Sigurður Ingi Jóhannsson, został premierem Islandii.
- 2017 – 5 osób zginęło, a 15 zostało rannych w zamachu terrorystycznym z użyciem kradzionej ciężarówki w Sztokholmie.
- 2023 – Na podstawie 1200 godzin obserwacji z teleskopów Subaru, VISTA i Kosmicznego Teleskopu Spitzera grupa astronomów z Uniwersytetu Tokijskiego ogłosiła odkrycie galaktyki HD1 w gwiazdozbiorze Sekstantu, uważanej za najstarszy i najodleglejszy obiekt zaobserwowany dotychczas z Ziemi.
- 2024 – Co najmniej 94 osoby zginęły, a 26 zaginęło w wyniku zatonięcia promu u wybrzeży Mozambiku.

## Eksploracja kosmosu
- 1968 – Została wystrzelona radziecka sonda księżycowa Łuna 14.
- 1983 – Astronauci Donald Peterson i Story Musgrave odbyli pierwszy w historii spacer kosmiczny z pokładu wahadłowca (Challenger).
- 2001 – Rozpoczęła się misja amerykańskiej sondy kosmicznej Mars Odyssey.
- 2007 – Rozpoczęła się misja statku Sojuz TMA-10 na Międzynarodową Stację Kosmiczną. Oprócz dwóch rosyjskich kosmonautów na pokładzie znajdował się amerykański turysta kosmiczny Charles Simonyi.

## Urodzili się
- 1206 – Otton II, książę Bawarii, hrabia Palatynatu (zm. 1253)
- 1506 – Franciszek Ksawery, hiszpański jezuita, prezbiter, święty (zm. 1552)
- 1531 – Agostino Valier, włoski duchowny katolicki, biskup Werony, kardynał (zm. 1606)
- 1539 – Tobias Stimmer, szwajcarski malarz (zm. 1584)
- 1545 – Giovanni Francesco Biandrate di San Giorgio, włoski duchowny katolicki, biskup Acqui Terme, kardynał (zm. 1605)
- 1613 – Gerard Dou, holenderski malarz (zm. 1675)
- 1640 – Jerzy Albrecht Denhoff, polski duchowny katolicki, biskup biskup kamieniecki, przemyski i krakowski, kanclerz wielki koronny (zm. 1702)
- 1644 – Franciszek Villeroi, francuski dowódca wojskowy, marszałek Francji (zm. 1730)
- 1652 – Klemens XII, papież (zm. 1740)
- 1663 – Mary de La Rivière Manley, brytyjska pisarka, dziennikarka (zm. 1724)
- 1681 – Elias Daniel Sommerfeld, niemiecki duchowny katolicki, biskup pomocniczy wrocławski (zm. 1742)
- 1713 – Nicola Sala, włoski kompozytor (zm. 1801)
- 1718 – Józef Epifani Minasowicz, polski wydawca, poeta, tłumacz, publicysta, redaktor (zm. 1796)
- 1726 – Charles Burney, brytyjski muzyk, teoretyk muzyki (zm. 1814)
- 1727 – Michel Adanson, francuski przyrodnik pochodzenia szkockiego (zm. 1806)
- 1740 – Haym Solomon, amerykański bankier, kupiec, finansista pochodzenia polsko-żydowskiego (zm. 1785)
- 1752 – Onufry Morski, polski szlachcic, polityk, rotmistrz (zm. 1789)
- 1767 – Konstanty Wincenty Plejewski, polski duchowny katolicki, biskup pomocniczy płocki (zm. 1838)
- 1770 – William Wordsworth, brytyjski poeta (zm. 1850)
- 1771 – Fra Diavolo, włoski przestępca, rebeliant (zm. 1806)
- 1772 – Charles Fourier, francuski socjalista utopijny (zm. 1837)
- 1780 – William Ellery Channing, amerykański duchowny i teolog protestancki (zm. 1842)
- 1785 – Michał Józef Zamoyski, polski major (zm. ?)
- 1786 – William R. King, amerykański polityk, wiceprezydent USA (zm. 1853)
- 1787 – Onufry Rzepecki, polski pułkownik, uczestnik powstania listopadowego (zm. 1831)
- 1794 – Giovanni Battista Rubini, włoski śpiewak operowy (tenor) (zm. 1854)
- 1797 – Leon Czechowski, polski pułkownik, uczestnik powstania listopadowego i styczniowego (zm. 1888)
- 1802 – Ignacy Lemoch, czeski matematyk, geodeta, wykładowca akademicki (zm. 1875)
- 1803:
  - Levi Ward Hancock, amerykański przywódca religijny, polityk (zm. 1882)
  - Flora Tristan, francuska socjalistka, feministka (zm. 1844)
- 1807:
  - Mojżesz Beiser, polski lekarz, filantrop, radny lwowski pochodzenia żydowskiego (zm. 1880)
  - Christopher Theodor Hök, szwedzki botanik, mykolog (zm. 1877)
- 1808:
  - Thomas Fielder Bowie, amerykański polityk (zm. 1869)
  - František Matouš Klácel, czeski poeta, dziennikarz, filozof, wykładowca akademicki (zm. 1882)
- 1811:
  - Leopold von Thun und Hohenstein, czeski i austriacki arystokrata, polityk (zm. 1888)
  - Hoxha Tahsin, albański polityk, działacz niepodległościowy (zm. 1881)
- 1823 – Józefa Karska, polska zakonnica, Służebnica Boża (zm. 1860)
- 1826 – Hermann Berens, szwedzki kompozytor, pedagog muzyczny (zm. 1880)
- 1839 – Wołodymyr Szaszkewycz, ukraiński poeta, tłumacz, działacz oświatowy (zm. 1885)
- 1840 – Angelo de Gubernatis, włoski hrabia, prozaik, poeta, lingwista, filolog, orientalista (zm. 1913)
- 1846 – William Ogilvie, kanadyjski geodeta, komisarz Yukonu (zm. 1912)
- 1847 – Jens Peter Jacobsen, duński pisarz, biolog (zm. 1885)
- 1859 – Franciszek Nowodworski, polski prawnik, pierwszy prezes Sądu Najwyższego (zm. 1924)
- 1862 – Antoni Symon, polski generał dywizji (zm. 1927)
- 1866 – Erik Ivar Fredholm, szwedzki matematyk (zm. 1927)
- 1868 – Edgar Adams, amerykański skoczek do wody, pływak (zm. 1940)
- 1870 – Gustav Landauer, niemiecki anarchista, tłumacz (zm. 1919)
- 1871:
  - Epifanio de los Santos, filipiński historyk, językoznawca, wykładowca akademicki, prozaik, poeta, dziennikarz (zm. 1928)
  - Wilhelm Zangemeister, niemiecki ginekolog-położnik (zm. 1930)
- 1872 – Dmitrij Fiłosofow, rosyjski krytyk literacki, publicysta, emigrant (zm. 1940)
- 1873:
  - Jan Modzelewski, polski fizyk, przedsiębiorca, dyplomata (zm. 1947)
  - Christian Nielsen, duński żeglarz sportowy (zm. 1952)
  - Friedrich von Oppeln-Bronikowski, niemiecki pisarz, tłumacz (zm. 1936)
- 1874:
  - Frederick Carl Frieseke, amerykański malarz pochodzenia niemieckiego (zm. 1939)
  - Friedrich Kayssler, niemiecki aktor, pisarz, kompozytor (zm. 1945)
- 1875 – Elizabeth B. Bryant, amerykańska arachnolog (zm. 1953)
- 1876:
  - Pranas Gudavičius, litewski lekarz, polityk (zm. 1956)
  - Fay Moulton, amerykański lekkoatleta, sprinter (zm. 1945)
  - Hirsz Dawid Nomberg, polski pisarz, publicysta, polityk, poseł na Sejm Ustawodawczy pochodzenia żydowskiego (zm. 1927)
  - Heinrich Tessenow, niemiecki architekt (zm. 1950)
  - Leon Żebrowski, polski duchowny katolicki, polityk, senator RP (zm. 1953)
- 1879:
  - Saturnin Osiński, polski polityk, senator RP (zm. 1947)
  - Ardengo Soffici, włoski poeta, prozaik, malarz (zm. 1964)
  - Philip Turnbull, walijski hokeista na trawie (zm. 1930)
- 1880:
  - Elsa Alsen, amerykańska śpiewaczka operowa (sopran) pochodzenia norwesko-francuskiego (zm. 1975)
  - Erik Bergvall, szwedzki piłkarz wodny (zm. 1950)
  - Helena Grotowska, polska pisarka, tłumaczka, urzędniczka (zm. 1967)
  - Vincas Mickevičius-Kapsukas, litewski działacz komunistyczny (zm. 1935)
  - Otto Prutscher, austriacki architekt, projektant wyrobów szklanych (zm. 1949)
- 1881 – Ana Marinković, serbska malarka (zm. 1973)
- 1882:
  - Józef Rybak, polski generał dywizji (zm. 1953)
  - Kurt von Schleicher, niemiecki generał, polityk kanclerz Niemiec (zm. 1934)
- 1883:
  - Apolinary Hartglas, polski działacz syjonistyczny, polityk, poseł na Sejm Ustawodawczy i na Sejm RP pochodzenia żydowskiego (zm. 1953)
  - Louis Leplée, francuski właściciel klubu nocnego (zm. 1936)
  - Gino Severini, włoski malarz (zm. 1966)
- 1884:
  - Bronisław Malinowski, polski antropolog społeczny i ekonomiczny, filozof, etnolog, religioznawca, socjolog, wykładowca akademicki, podróżnik (zm. 1942)
  - Stanisław Szelągowski, polski lekarz, taternik (zm. 1953).
- 1889:
  - Jean Devoissoux, francuski kolarz przełajowy i torowy (zm. 1945)
  - Gabriela Mistral, chilijska poetka, laureatka Nagrody Nobla (zm. 1957)
- 1890 – Adam Styka, polski malarz (zm. 1959)
- 1891:
  - Ole Kirk Christiansen, duński przedsiębiorca (zm. 1958)
  - Eino Aukusti Leino, fiński zapaśnik (zm. 1986)
- 1893 – Allen Dulles, amerykański działacz państwowy, dyrektor CIA (zm. 1969)
- 1894:
  - Zygmunt Szweykowski, polski historyk literatury, wykładowca akademicki (zm. 1978)
  - Artur Tur, polski poeta, autor tekstów piosenek (zm. 1968)
- 1895 – Maksymilian Iksal, polski działacz niepodległościowy, powstaniec śląski (zm. 1981)
- 1896:
  - Benny Leonard, amerykański bokser pochodzenia żydowskiego (zm. 1947)
  - Donald Woods Winnicott, brytyjski psychoanalityk (zm. 1971)
- 1897:
  - Erich Löwenhardt, niemiecki pilot wojskowy, as myśliwski (zm. 1918)
  - Konstantin Mušicki, serbski generał (zm. 1946)
- 1898:
  - Alexander Baring, brytyjski arystokrata, przedsiębiorca (zm. 1991)
  - Stanisław Powalisz, polski malarz, witrażysta (zm. 1968)
  - Jacob Tullin Thams, norweski skoczek narciarski, żeglarz sportowy (zm. 1954)
- 1899:
  - Robert Casadesus, francuski pianista, kompozytor (zm. 1972)
  - Louis Fieser, amerykański chemik, wynalazca, wykładowca akademicki (zm. 1977)
- 1900:
  - Janina Doroszewska, polska filozof, wykładowczyni akademicka (zm. 1979)
  - Adolf Dymsza, polski aktor komediowy (zm. 1975)
  - Jelena Gogolewa, rosyjska aktorka (zm. 1993)
  - Tebbs Lloyd Johnson, brytyjski lekkoatleta, chodziarz (zm. 1984)
- 1901:
  - Stanisław Krauss, polski profesor nauk weterynaryjnych, polityk, poseł na Sejm PRL (zm. 1973)
  - Mária Mednyánszky, węgierska tenisistka stołowa (zm. 1978)
  - Pawieł Tkaczenko, rosyjski rewolucjonista (zm. 1926)
  - Józef Wojtukiewicz, polski duchowny katolicki (zm. 1989)
- 1902:
  - Kustaa Pihlajamäki, fiński zapaśnik (zm. 1944)
  - Antoni Wakulicz, polski matematyk, wykładowca akademicki (zm. 1988)
- 1903:
  - Willi Forst, austriacki reżyser filmowy (zm. 1980)
  - Edwin Layton, amerykański oficer wywiadu (zm. 1984)
  - Bronisław Nadolski, polski historyk literatury, filolog, wykładowca akademicki (zm. 1986)
  - Re’uwen Szeri, izraelski polityk (zm. 1989)
- 1904:
  - Curt Querner, niemiecki malarz (zm. 1976)
  - Alfred Tuček, jugosłowiański kompozytor, dyrygent, skrzypek (zm. 1987)
- 1905 – Jerzy Gölis, polski inżynier architekt pochodzenia austriackiego (zm. ?)
- 1906 – Artur Eisenbach, polski historyk pochodzenia żydowskiego (zm. 1992)
- 1907:
  - Ernest Chambers, brytyjski kolarz torowy (zm. 1985)
  - Jan Dzieślewski, polski malarz, pedagog (zm. 1985)
  - Nils-Joel Englund, szwedzki biegacz narciarski (zm. 1995)
  - Lê Duẩn, wietnamski polityk komunistyczny (zm. 1986)
  - Patrick Gordon Walker, brytyjski polityk (zm. 1980)
  - Friedrich Wegener, niemiecki patolog (zm. 1990)
- 1908:
  - Percy Faith, kanadyjski kompozytor, aranżer, dyrygent (zm. 1976)
  - Fu Lei, chiński krytyk literacki, tłumacz (zm. 1966)
- 1910:
  - Władysław Bodnicki, polski pisarz (zm. 1983)
  - Bernard Michałka, polski dowódca partyzancki (zm. 1944)
- 1911 – William Ross, brytyjski polityk (zm. 1988)
- 1912 – Jacobus de Jong, holenderski żeglarz sportowy (zm. 1993)
- 1913 – Gieorgij Pieredielski, radziecki marszałek artylerii (zm. 1987)
- 1914 – Nikoła Fiodorow, radziecki animator, reżyser filmów animowanych (zm. 1994)
- 1915:
  - Albert Otto Hirschman, amerykański ekonomista (zm. 2012)
  - Billie Holiday, amerykańska wokalistka jazzowa (zm. 1959)
  - Wiesław Kotański, polski językoznawca, japonista, religioznawca, kulturoznawca, wykładowca akademicki (zm. 2005)
  - Henry Kuttner, amerykański pisarz science fiction (zm. 1958)
  - Julian Lewański, polski historyk literatury, wykładowca akademicki (zm. 2003)
- 1916:
  - Anders Ek, szwedzki aktor (zm. 1979)
  - Maria Paschalis Jahn, niemiecka zakonnica, męczennica, Służebnica Boża (zm. 1945)
  - Ahsan Muhammad Khan, indyjski hokeista na trawie (zm. ?)
  - Marcin Machowiak, polski starszy sierżant pilot (zm. 1944)
- 1917:
  - R.G. Armstrong, amerykański aktor (zm. 2012)
  - Leon Kończak, polski tenisista (zm. 1948)
  - Albert Sing, niemiecki piłkarz, trener (zm. 2009)
- 1918 – Bobby Doerr, amerykański baseballista (zm. 2017)
- 1919:
  - Aldo Campatelli, włoski piłkarz, trener (zm. 1984)
  - Edoardo Mangiarotti, włoski szpadzista, florecista (zm. 2012)
  - Omelan Pricak, ukraińsko-amerykański historyk, orientalista, wykładowca akademicki (zm. 2006)
  - Tadeusz Zawadzki, polski historyk starożytności, wykładowca akademicki (zm. 2008)
- 1920 – Ravi Shankar, indyjski kompozytor, wirtuoz gry na sitarze (zm. 2012)
- 1921:
  - Bill Butler, amerykański operator filmowy (zm. 2023)
  - Siegfried Lemke, niemiecki pilot wojskowy, as myśliwski (zm. 1995)
  - Zygmunt Waśniewski, polski artysta plastyk, twórca ekslibrisów (zm. 1976)
- 1922:
  - Boris Kowzan, radziecki pułkownik pilot, as myśliwski (zm. 1985)
  - Annemarie Schimmel, niemiecka orientalistka, wykładowczyni akademicka, pisarka (zm. 2003)
- 1923 – Nikołaj Nikulin, rosyjski historyk sztuki, wykładowca akademicki, pamiętnikarz (zm. 2009)
- 1924:
  - Jaroslav Cejp, czeski piłkarz (zm. 2002)
  - Ikuma Dan, japoński kompozytor (zm. 2001)
  - Wojciech Fiwek, polski reżyser i scenarzysta filmowy (zm. 2020)
  - Johannes Mario Simmel, austriacki pisarz (zm. 2009)
  - Manuel Sobreviñas, filipiński duchowny katolicki, biskup Imus (zm. 2020)
  - Stanisław Trepczyński, polski działacz komunistyczny, dyplomata (zm. 2002)
  - Azucena Villaflor, argentyńska działaczka opozycyjna (zm. 1977)
  - Stanisław Włodyka, polski prawnik, wykładowca akademicki (zm. 2014)
- 1925:
  - Antoni Guzik, polski inżynier mechanik, wykładowca akademicki, żołnierz AK (zm. 2021)
  - Hans-Joachim Heusinger, niemiecki prawnik, polityk (zm. 2019)
  - Jan van Roessel, holenderski piłkarz (zm. 2011)
  - Jerzy Skalski, polski generał broni, polityk, poseł na Sejm PRL, wiceminister obrony narodowej (zm. 2010)
- 1926:
  - Roger Baour, francuski bokser
  - Henryk Święcicki, polski dziennikarz, malarz, dyplomata (zm. 1985)
- 1927:
  - Wolfgang Mattheuer, niemiecki malarz, rzeźbiarz, grafik (zm. 2004)
  - Wanda Traczyk-Stawska, polska działaczka społeczna
- 1928:
  - James Garner, amerykański aktor (zm. 2014)
  - Janusz Leydo, polski internista, uczestnik powstania warszawskiego (zm. 2018)
  - Alan J. Pakula, amerykański reżyser, scenarzysta i producent filmowy pochodzenia żydowskiego (zm. 1998)
- 1929:
  - Bob Denard, francuski pułkownik, najemnik (zm. 2007)
  - Zygmunt Zieliński, polski ekonomista, wykładowca akademicki (zm. 2009)
- 1930:
  - Vilma Espín, kubańska działaczka społeczna (zm. 2007)
  - Yves Rocher, francuski polityk, przemysłowiec (zm. 2009)
  - Andrew Sachs, brytyjski aktor (zm. 2016)
- 1931:
  - Donald Barthelme, amerykański pisarz (zm. 1989)
  - Geoff Elliott, brytyjski lekkoatleta, tyczkarz i wieloboista (zm. 2014)
  - Daniel Ellsberg, amerykański ekonomista (zm. 2023)
  - Ted Kotcheff, kanadyjski reżyser i producent filmowy (zm. 2025)
  - Remigiusz Surgiewicz, polski pułkownik, dziennikarz (zm. 2007)
  - Ferenc Szojka, węgierski piłkarz (zm. 2011)
- 1932:
  - Marija Łukszyna, rosyjska kolarka szosowa (zm. 2014)
  - Szazam Safin, rosyjski zapaśnik (zm. 1985)
  - Tadeusz Szelachowski, polski lekarz, polityk, minister zdrowia i opieki społecznej, poseł na Sejm PRL (zm. 2020)
- 1933:
  - Mieczysław Czernik, polski matematyk, astronom, historyk poczty, filatelista, wykładowca akademicki (zm. 1991)
  - Claude de Givray, francuski reżyser i scenarzysta filmowy
  - Wayne Rogers, amerykański aktor (zm. 2015)
  - Kazimierz Szemioth, polski prozaik, poeta, autor tekstów piosenek, publicysta, malarz, grafik (zm. 1985)
- 1934:
  - Giuseppe D’Altrui, włoski piłkarz wodny (zm. 2024)
  - Nina Gruzincewa, rosyjska kajakarka (zm. 2021)
  - Ian Richardson, szkocki aktor (zm. 2007)
  - Yacoub Denha Scher, iracki duchowny katolicki obrządku chaldejskiego, arcybiskup Arbeli (zm. 2005)
  - Wolfgang Żmudziński, polski prawnik, notariusz (zm. 2023)
- 1935:
  - Kazuo Abe, japoński zapaśnik
  - Mervyn Crossman, australijski hokeista na trawie (zm. 2017)
  - Louis Proost, belgijski kolarz szosowy i torowy (zm. 2009)
- 1936:
  - Jean Flori, francuski historyk, mediewista (zm. 2018)
  - Elżbieta Karadziordziewić, księżniczka serbska i jugosłowiańska
  - Vilém Mandlík, czeski lekkoatleta, sprinter (zm. 2023)
- 1937:
  - Andrzej Rausz, polski aktor (zm. 2017)
  - Cornelius A. Smith, bahamski dyplomata, polityk, gubernator generalny
- 1938:
  - Jerry Brown, amerykański polityk, gubernator Kalifornii
  - Spencer Dryden, amerykański perkusista, członek zespołu Jefferson Airplane (zm. 2005)
  - Freddie Hubbard, amerykański trębacz jazzowy (zm. 2008)
  - Stanisław Opiela, polski duchowny katolicki, jezuita, dziennikarz (zm. 2020)
  - Pentti Pesonen, fiński biegacz narciarski (zm. 2024)
  - Nikołaj Puzanow, rosyjski biathlonista (zm. 2008)
  - Romuald Szejd, polski aktor (zm. 2019)
- 1939:
  - Francis Ford Coppola, amerykański reżyser, scenarzysta i producent filmowy
  - David Frost, brytyjski dziennikarz (zm. 2013)
  - Vaçe Zela, albańska piosenkarka (zm. 2014)
- 1940:
  - Marju Lauristin, estońska socjolog, polityk
  - Lena Lervik, szwedzka rzeźbiarka
  - Rui Machete, portugalski prawnik, polityk
  - Felice di Molfetta, włoski duchowny katolicki, biskup Cerignola-Ascoli Satriano
- 1941:
  - Jerzy Kado, polski samorządowiec, polityk, poseł na Sejm RP
  - Gorden Kaye, brytyjski aktor (zm. 2017)
  - ʻAkilisi Pohiva, tongański polityk, premier Tonga (zm. 2019)
- 1942:
  - Gualtiero Bassetti, włoski duchowny katolicki, arcybiskup Perugii, kardynał
  - Gabrielle Beaumont, brytyjska reżyserka filmowa i telewizyjna
  - Joel Dorn, amerykański producent muzyczny (zm. 2007)
- 1943 – Joaquim Agostinho, portugalski kolarz szosowy (zm. 1984)
- 1944:
  - François Garnier, francuski duchowny katolicki, arcybiskup Cambrai (zm. 2018)
  - Makoto Kobayashi, japoński fizyk teoretyk, laureat Nagrody Nobla
  - Jerzy Ostrogórski, polski malarz (zm. 2020)
  - Gerhard Schröder, niemiecki polityk, kanclerz Niemiec
  - Janusz Zielonacki, polski dziennikarz, reżyser filmów dokumentalnych (zm. 2019)
- 1945:
  - Bob Brady, amerykański polityk, kongresman
  - Jerzy Hauziński, polski historyk, mediewista, orientalista, wykładowca akademicki (zm. 2020)
  - Wasyl Hołoborod´ko, ukraiński poeta
  - Thanas Qerama, albański pisarz, dziennikarz (zm. 2004)
- 1946:
  - Colette Besson, francuska lekkoatletka, sprinterka (zm. 2005)
  - Léon Krier, luksemburski architekt, urbanista, planista, publicysta (zm. 2025)
  - Robert Metcalfe, amerykański informatyk, przedsiębiorca
  - Dimitrij Rupel, słoweński socjolog, pisarz, dyplomata, polityk
  - Stan Winston, amerykański twórca efektów specjalnych, reżyser filmowy (zm. 2008)
- 1947:
  - Ignacy Jurecki, polski związkowiec, polityk, poseł na Sejm RP (zm. 2012)
  - Andrzej Nardelli, polski aktor (zm. 1972)
  - Florian Schneider, niemiecki klawiszowiec, wokalista, członek zespołu Kraftwerk (zm. 2020)
  - Giennadij Michasiewicz, radziecki seryjny morderca (zm. 1987)
- 1948:
  - Pietro Anastasi, włoski piłkarz (zm. 2020)
  - Ecaterina Andronescu, rumuńska chemik, polityk
  - Arnie Robinson, amerykański lekkoatleta, skoczek w dal (zm. 2020)
- 1949:
  - Janusz Anderman, polski pisarz, publicysta, tłumacz, scenarzysta filmowy
  - Meta Antenen, szwajcarska lekkoatletka
  - Leonard Kaczanowski, polski kompozytor, pianista i wokalista jazzowy
  - Guido Mantega, brazylijski ekonomista, polityk pochodzenia żydowskiego
  - Walentina Matwijenko, rosyjska polityk, przewodnicząca Rady Federacji
  - Zygmunt Zimowski, polski duchowny katolicki, biskup radomski, arcybiskup ad personam (zm. 2016)
- 1950:
  - Jerzy Grunwald, polski piosenkarz, instrumentalista, kompozytor, producent muzyczny
  - Irena Lasak, polska archeolog (zm. 2015)
  - Rudolf Marti, szwajcarski bobsleista
- 1951:
  - Jean-Louis Borloo, francuski polityk
  - Hansi Estner, niemiecki biathlonista
  - Janis Ian, amerykańska piosenkarka, autorka tekstów, pisarka
  - Bo Lamar, amerykański koszykarz
  - Elżbieta Wiśniewska, polska lekkoatletka, skoczkini wzwyż
- 1952:
  - Jane Frederick, amerykańska lekkoatletka, wieloboistka
  - Rubén Galván, argentyński piłkarz (zm. 2018)
  - Clarke Peters, amerykański piosenkarz, aktor, scenarzysta, reżyser
  - Wanda Zeman, polska montażystka filmowa (zm. 2012)
- 1953:
  - Paweł Buczyński, polski kompozytor (zm. 2015)
  - Brigi Rafini, nigerski polityk, premier Nigru
  - Joshua Sinclair, amerykański aktor, reżyser, scenarzysta i producent filmowy
- 1954:
  - Patricia Belcher, amerykańska aktorka
  - Jackie Chan, chiński aktor, kaskader, muzyk, reżyser, producent i scenarzysta filmowy
  - Clark Gillies, kanadyjski hokeista (zm. 2022)
  - Louisa Hanoune, algierska polityk
  - Tomasz Lulek, polski aktor
  - Jolanta Rzaczkiewicz, polska aktorka (zm. 2012)
- 1955:
  - Akira Nishino, japoński piłkarz
  - Rudolf Küster, niemiecki trójboista siłowy, strongman (zm. 2012)
- 1956:
  - Josiane Bost, francuska kolarka szosowa i torowa
  - Antonio Giuseppe Caiazzo, włoski duchowny katolicki, arcybiskup Matery-Irsiny
  - Zbigniew Danek, polski filolog klasyczny, wykładowca akademicki
- 1957:
  - Grzegorz Furgo, polski polityk, poseł na Sejm RP
  - Mariusz Orski, polski reżyser teatralny
  - Michał Siewkowski, polski poeta, artysta plastyk
  - Anna Szewczyk, polska artystka plastyk, profesor
  - Michaił Triepaszkin, rosyjski prawnik, były oficer FSB, więzień polityczny
- 1958:
  - Brian Haner, amerykański wokalista i gitarzysta rockowy
  - Ted Nolan, kanadyjski hokeista, trener
  - Elżbieta Stengert, polska śpiewaczka operowa, specjalistka w zakresie sztuk muzycznych i wokalistyki (zm. 2021)
- 1959:
  - Philip Gröning, niemiecki reżyser filmowy
  - Kathy Hilton, amerykańska aktorka
  - Dżamal al-Kabandi, kuwejcki piłkarz
  - Liborius Ndumbukuti Nashenda, namibijski duchowny katolicki, arcybiskup Windhuku
- 1960:
  - Kirsten Baker, amerykańska aktorka pochodzenia norweskiego
  - James Douglas, amerykański bokser
  - Aleksandr Krasnow, rosyjski kolarz szosowy i torowy
  - Jose Elmer Mangalinao, filipiński duchowny katolicki, biskup Bayombong
  - Sandy Powell, brytyjska kostiumografka
  - Jorgos Skartados, grecki piłkarz
  - Hanspeter Zwicker, szwajcarski piłkarz
- 1961:
  - Luigi De Agostini, włoski piłkarz
  - Thurl Bailey, amerykański koszykarz
  - Maria Duffek, polska scenografka i kostiuografka filmowa
  - Stefaan Engels, belgijski maratończyk, triathlonista
  - Wiesław Kurtiak, polski inżynier, samorządowiec, prezydent Słupska
  - Teri Ann Linn, amerykańska aktorka, modelka, piosenkarka
  - Pascal Olmeta, francuski piłkarz, bramkarz
  - Troels Rasmussen, duński piłkarz, bramkarz
  - Igors Rausis, łotewski szachista (zm. 2024)
  - Marek Solczyński, polski duchowny katolicki, arcybiskup, nuncjusz apostolski
- 1962:
  - Kristina Bach, niemiecka piosenkarka
  - Andrew Hampsten, amerykański kolarz szosowy
  - Szymon Pacyniak, polski samorządowiec, wicemarszałek województwa dolnośląskiego
  - Tom Pierzchalski, polski saksofonista, członek zespołów: Daab i Tilt
- 1963:
  - Tomasz Aniśko, polski architekt krajobrazu, polityk, poseł na Sejm RP
  - Gregory Bennet, australijski duchowny katolicki, biskup Sale
  - Maciej Figas, polski dyrygent
  - Dariusz Grad, polski lekkoatleta, wieloboista
  - Nick Herbert, brytyjski polityk
  - Dave Johnson, amerykański lekkoatleta, wieloboista
  - Bernard Lama, francuski piłkarz, bramkarz, trener pochodzenia gujańskiego
  - Marcin Łukasz Mazur, polski dyrygent chóralny, kompozytor, pedagog
  - Waldemar Milewski, polski piłkarz
  - Genc Pollo, albański historyk, polityk
  - Daniel Presto, filipiński duchowny katolicki, biskup San Fernando de La Union
  - Paul Michael Robinson, amerykański aktor, producent filmowy, fotograf
  - Marek Sobczak, polski malarz, grafik, fotograf
  - Monika Stefanowicz, polska aktorka
  - Axel Voss, niemiecki prawnik, polityk
- 1964:
  - Jace Alexander, amerykański reżyser filmowy, aktor
  - Russell Crowe, australijski aktor
  - Ángel Garrido, hiszpański polityk, prezydent Wspólnoty Madrytu
  - Wiesław Janczyk, polski samorządowiec, polityk, poseł na Sejm RP
- 1965:
  - Mark Brzezinski, amerykański prawnik, dyplomata pochodzenia polsko-czeskiego
  - Ángeles González-Sinde, hiszpańska reżyserka i scenarzystka filmowa
  - Marzena Paduch, polska urzędniczka, bizneswoman, polityk, poseł na Sejm RP
  - Mati Raidma, estoński polityk
  - Matt Servitto, amerykański aktor
- 1966:
  - Alessandro Bianchi, włoski piłkarz
  - Lucie Bílá, czeska piosenkarka, aktorka
  - Jackson Costa, brazylijski aktor
  - Zwiad Endeladze, gruziński piłkarz
  - Michela Figini, szwajcarska narciarka alpejska
  - Miszo Juzmeski, macedoński pisarz, publicysta, fotograf
  - Benon Maliszewski, polski śpiewak operowy (baryton)
  - Thomas Müller, niemiecki judoka (zm. 2022)
  - Katarzyna Szeloch, polska historyk literatury, filolog, dziennikarka, publicystka, poetka, pisarka
  - Mikołaj Trzaska, polski muzyk, członek zespołów: Miłość, Łoskot, The Users i NRD
  - Margherita Zalaffi, francuska florecistka, szpadzistka
- 1967:
  - Alex Christensen, niemiecki muzyk, didżej, kompozytor, członek zespołu U96
  - Aaron Davis, amerykański bokser
  - Mark Elrick, nowozelandzki piłkarz
  - Bodo Illgner, niemiecki piłkarz, bramkarz
  - Juan Miguel López, kubański lekkoatleta, trójskoczek
  - Ewa Portianko, polska koszykarka
  - Pia Viitanen, fińska polityk
- 1968:
  - Duncan Armstrong, australijski pływak
  - Uwe Buchtmann, niemiecki kolarz torowy
  - Aleš Čeh, słoweński piłkarz, trener
  - Honorata Górna, polska łyżwiarka figurowa
  - Tuomo Karila, fiński zapaśnik
  - Jennifer Lynch, amerykańska reżyserka i scenarzystka filmowa
  - Christophe Ohrel, szwajcarski piłkarz
- 1969:
  - Yamil Caraballo, kolumbijski bokser
  - Chon Chol-ho, północnokoreański sztangista
  - Fua, angolski piłkarz
  - Esther Jones, amerykańska lekkoatletka, sprinterka
  - Sal da Vinci, włoski piosenkarz, aktor
- 1970:
  - Matt Anoaʻi, samoański wrestler (zm. 2017)
  - Sylvia Dördelmann, niemiecka wioślarka
  - Aleksandr Karpowcew, rosyjski hokeista, trener (zm. 2011)
  - Maciej Kurowicki, polski wokalista, członek zespołu Hurt
  - Piet Norval, południowoafrykański tenisista
  - Jiří Novotný, czeski piłkarz
  - Agata Żebro, polska siatkarka
- 1971:
  - Guillaume Depardieu, francuski aktor (zm. 2008)
  - Peter Hoeltzenbein, niemiecki wioślarz
  - Victor Kraatz, kanadyjski łyżwiarz figurowy pochodzenia niemieckiego
  - Tobias Krantz, szwedzki polityk
  - Jennifer Schwalbach Smith, amerykańska aktorka
  - Franky Vandendriessche, belgijski piłkarz, bramkarz
  - Zoltán Végh, węgierski piłkarz, bramkarz
- 1972:
  - José Javier Hombrados, hiszpański piłkarz ręczny, bramkarz
  - Janusz Jania, polski kierowca wyścigowy
  - Timothy Peake, brytyjski pilot wojskowy, astronauta
  - Shana Williams, amerykańska lekkoatletka, skoczkini w dal
- 1973:
  - Magdalena Banaś, polska prawnik, polityk, poseł na Sejm RP
  - Krzysztof Bizacki, polski piłkarz
  - Jacek Król, polski aktor
  - Carole Montillet-Carles, francuska narciarka alpejska
- 1974:
  - Tygo Gernandt, holenderski aktor
  - Kledi Kadiu, włoski tancerz, aktor pochodzenia albańskiego
  - Anna Konik, polska artystka współczesna
  - Krzysztof Śniadecki, polski motorowodniak
- 1975:
  - Marcelo Barbosa, brazylijski gitarzysta, członek zespołów: Khallice, Angra i Almah
  - Karin Dreijer, szwedzka wokalistka, gitarzystka, członkini zespołu The Knife
  - Miklós Lendvai, węgierski piłkarz (zm. 2023)
  - Pablo Machín, hiszpański piłkarz
  - Sergio Peris-Mencheta, hiszpański aktor
- 1976:
  - Kevin Alejandro, amerykański aktor pochodzenia meksykańskiego
  - Jelena Bielakowa, rosyjska lekkoatletka, tyczkarka
  - Martin Buß, niemiecki lekkoatleta, skoczek wzwyż
  - Adhamjon Ochilov, uzbecki zapaśnik
- 1977:
  - Marian Kotleba, słowacki polityk
  - Dénes Rósa, węgierski piłkarz
  - Paweł Sęk, polski kompozytor, producent muzyczny, reżyser dźwięku
- 1978:
  - Davor Dominiković, chorwacki piłkarz ręczny
  - Siobhan Drake Brockman, australijska tenisistka
  - Duncan James, brytyjski piosenkarz
  - Lilia Osterloh, amerykańska tenisistka
  - Maksim Spiridonow, rosyjski hokeista, trener i działacz hokejowy
  - Marius Tincu, rumuński rugbysta
  - Uładzimir Wałczkou, białoruski tenisista
- 1979:
  - Adrián Beltré, dominikański baseballista
  - Pascal Dupuis, kanadyjski hokeista
  - Michel Kratochvil, szwajcarski tenisista
  - Zbych Trofimiuk, australijski aktor pochodzenia polskiego
- 1980:
  - Luboš Bartoň, czeski koszykarz
  - Alice Blom, holenderska siatkarka
  - Dragan Bogavac, czarnogórski piłkarz
  - Tomasz Ciepły, polski florecista
  - Bruno Covas, brazylijski prawnik, ekonomista, polityk, burmistrz São Paulo (zm. 2021)
  - Carl Fletcher, walijski piłkarz
  - Michał Gasz, polski wokalista, autor tekstów, kompozytor, aktor
  - Jordan Hove, amerykański siatkarz
  - David Otunga, amerykański wrestler, prawnik, aktor, komentator wrestlingu, prezenter telewizyjny
  - Esmeral Tunçluer, turecka koszykarka
- 1981:
  - Jakub Chełstowski, polski samorządowiec, marszałek województwa śląskiego
  - Suzann Pettersen, norweska golfistka
  - Stijn Stijnen, belgijski piłkarz, bramkarz
- 1982:
  - Franz Burgmeier, liechtensteński piłkarz
  - Nela Kuburović, serbska prawnik, polityk
  - Agata Mróz-Olszewska, polska siatkarka (zm. 2008)
  - Patrick Pircher, austriacki piłkarz
  - Dmytro Prokopenko, ukraiński wioślarz
  - Alina Pușcău, rumuńska modelka, aktorka i piosenkarka
  - Branimir Subašić, azerski piłkarz pochodzenia serbskiego
  - Ryan Vesce, amerykański hokeista
- 1983:
  - Marcos Angeleri, argentyński piłkarz
  - Manuel Cardoso, portugalski kolarz szosowy
  - Ze’ew Chajjimowicz, izraelski piłkarz
  - Andrea Fuentes, hiszpańska pływaczka synchroniczna
  - Jón Rói Jacobsen, farerski piłkarz
  - Kyle Labine, kanadyjski aktor
  - Ismail Matar, emiracki piłkarz
  - Roman Piotrowski, polski kardiolog (zm. 2025)
  - Vukašin Rajković, serbski piłkarz ręczny
  - Franck Ribéry, francuski piłkarz
  - Jon Stead, angielski piłkarz
  - Janar Talts, estoński koszykarz
  - Michael Tonge, angielski piłkarz
- 1984:
  - Rienat Janbajew, rosyjski piłkarz
  - Tomáš Suchánek, czeski żużlowiec
  - Lauriane Truchetet, francuska siatkarka
- 1985:
  - Mbala Mbuta Biscotte, kongijski piłkarz
  - Dahiana Burgos, dominikańska siatkarka
  - Katarzyna Kowalska, polska lekkoatletka, biegaczka długodystansowa i przełajowa
  - Tomasz Kowalski, polski alpinista, himalaista (zm. 2013)
  - Saad Lamjarred, marokański piosenkarz
- 1986:
  - Jack Duarte, meksykański aktor, piosenkarz
  - Christian Fuchs, austriacki piłkarz
  - Stine Kufaas, norweska lekkoatletka, skoczkini wzwyż
  - Yu Yang, chińska badmintonistka
- 1987:
  - Martín Cáceres, urugwajski piłkarz
  - Søren Rieks, duński piłkarz
  - Rong Hao, chiński piłkarz
  - Alexis Love, amerykańska aktorka pornograficzna
  - April O’Neil, amerykańska aktorka pornograficzna
  - Eelco Sintnicolaas, holenderski lekkoatleta, wieloboista
  - Jessica Steffens, amerykańska piłkarka wodna
  - Anna Wojtulewicz, polska lekkoatletka, biegaczka średniodystansowa
  - Hanka Wójciak, polska piosenkarka, kompozytorka, autorka tekstów
- 1988:
  - Joonas Kemppainen, fiński hokeista
  - Pere Riba, hiszpański tenisista
  - Edward Speleers, brytyjski aktor
  - Marta Wellna, polska siatkarka
  - Bryon Wilson, amerykański narciarz dowolny
- 1989:
  - Franco Di Santo, argentyński piłkarz
  - Sylwia Grzeszczak, polska piosenkarka, kompozytorka, autorka tekstów
  - Teddy Riner, francuski judoka
- 1990:
  - Nickel Ashmeade, jamajski lekkoatleta, sprinter
  - Sorana Cîrstea, rumuńska tenisistka
  - Mariángeles Cossar, argentyńska siatkarka
  - Joanna Wołosz, polska siatkarka
  - Yoshimar Yotún, peruwiański piłkarz
- 1991:
  - Anne-Marie, brytyjska piosenkarka, autorka tekstów
  - Ousseynou Cissé, malijski piłkarz
  - Julia Figueroa, hiszpańska judoczka
  - Maksim Ignatowicz, rosyjski piłkarz
  - Tarik Aziz Bin Isa, algierski zapaśnik
  - Pawieł Jakowlew, rosyjski piłkarz
  - Luka Milivojević, serbski piłkarz
- 1992:
  - Andreea Acatrinei, rumuńska gimnastyczka
  - William Carvalho, portugalski piłkarz pochodzenia angolskiego
  - Veronika Dostálová, czeska siatkarka
  - Martin Hinteregger, austriacki piłkarz
  - Alexis Jordan, amerykańska piosenkarka, aktorka
  - Jessica Sara, amerykańska aktorka
  - Yoann Wachter, gaboński piłkarz
- 1993:
  - Hamza El Moussaoui, marokański piłkarz
  - Vincenzo Grifo, włoski piłkarz
  - Ilídio José Panzo, angolski piłkarz
  - Faycal Rherras, marokański piłkarz
- 1994:
  - Roberto Gagliardini, włoski piłkarz
  - Duckens Nazon, haitański piłkarz
  - Viktorija Rajicic, australijska tenisistka pochodzenia serbskiego
- 1995:
  - Justyna Burska, polska pływaczka (zm. 2024)
  - Alaina Coates, amerykańska koszykarka
  - Paweł Dzierżak, polski koszykarz
  - Anna Kantane, polska szachistka
- 1996:
  - Laurie Blouin, kanadyjska snowboardzistka
  - Josh Cullen, irlandzki piłkarz
  - Tim Dieck, niemiecki łyżwiarz figurowy
  - Michael Estrada, ekwadorski piłkarz
  - Paris Kea, amerykańska koszykarka
  - Jowita Ossowska, polska koszykarka
- 1997:
  - Oliver Burke, szkocki piłkarz
  - Liang Xiaojing, chińska lekkoatletka, sprinterka
- 1998:
  - Javin DeLaurier, amerykański koszykarz
  - Katarzyna Kołodziejczyk, polska kajakarka
  - Bohdan Ledniew, ukraiński piłkarz
  - Paweł Żyra, polski piłkarz
- 1999:
  - Marcelo Allende, chilijski piłkarz
  - Martina Fassina, włoska koszykarka
  - Ricardo Grigore, rumuński piłkarz
  - Myher Markosjan, ormiański zapaśnik
  - Jakub Moder, polski piłkarz
- 2001 – Kayla Sanchez, kanadyjska pływaczka pochodzenia filipińskiego
- 2002:
  - Thiago Borbas, urugwajski piłkarz
  - Laura Bretan, rumuńsko-amerykańska śpiewaczka operowa (sopran)
- 2003: 
  - Marquinhos, brazylijski piłkarz
  - Ožbe Zupan, słoweński skoczek narciarski
- 2004:
  - Aleksander Bobek, polski piłkarz, bramkarz
  - Farah Ali Hamada Muhammad Husajn, egipska zapaśniczka
  - Matilde Jorge, portugalska tenisistka
  - Ana Cristina de Souza, brazylijska siatkarka

## Zmarli
- 924 – Berengar I, margrabia Frulu, król Włoch, cesarz rzymski (ur. ?)
- 1206 – Fryderyk I, książę Górnej Lotaryngii (ur. ok. 1143)
- 1234 – Sancho VII Mocny, król Nawarry (ur. ?)
- 1340 – Bolesław Jerzy II, książę halicko-wołyński (ur. ok. 1310)
- 1473 – Elżbieta, księżniczka wołogoska, opatka cysterska (ur. ok. 1420)
- 1498 – Karol VIII Walezjusz, król Francji (ur. 1470)
- 1503 – Zoe Paleolog, wielka księżna moskiewska (ur. ok. 1456)
- 1546 – Friedrich Myconius, niemiecki teolog luterański, działacz reformacyjny (ur. 1490)
- 1572 – Jan Leopolita (młodszy), polski duchowny katolicki, teolog, wydawca (ur. ok. 1523)
- 1589 – Giulio Cesare Aranzio, włoski anatom (ur. 1529/30)
- 1595 – Henryk Walpole, angielski jezuita, męczennik, święty (ur. 1558)
- 1606:
  - Rudolf Ashley, angielski jezuita, męczennik, błogosławiony (ur. ?)
  - Edward Oldcorne, angielski jezuita, męczennik, błogosławiony (ur. 1561)
- 1614 – El Greco, hiszpański malarz, rzeźbiarz pochodzenia greckiego (ur. 1541)
- 1627 – Bonifacio Bevilacqua, włoski duchowny katolicki, biskup Cervii, kardynał (ur. 1571)
- 1640 – Wilhelm Kettler, książę Kurlandii i Semigalii (ur. 1574)
- 1651 – Lennart Torstensson, szwedzki dowódca wojskowy, marszałek polny (ur. 1603)
- 1653 – Mikołaj Krzysztof Chalecki, polski szlachcic, polityk (ur. ok. 1589)
- 1656 – Krzysztof Arciszewski, polski generał artylerii polskiej i holenderskiej, poeta, prozaik (ur. 1592)
- 1665 – Jan Sobiepan Zamoyski, polski polityk, ordynat zamojski, wojewoda sandomierski, wojewoda kijowski, podczaszy wielki koronny, krajczy wielki koronny, starosta generalny ziem podolskich, starosta kałuski i rostocki (ur. 1627)
- 1668 – William Davenant, angielski poeta, dramatopisarz (ur. 1606)
- 1688 – (lub 18 września) Adam Gdacjusz, polski duchowny luterański, pisarz religijny (ur. 1609/10)
- 1719 – Jan Chrzciciel de la Salle, francuski duchowny katolicki, teolog, założyciel Zgromadzenia Braci Szkół Chrześcijańskich, święty (ur. 1651)
- 1739 – Dick Turpin, angielski rozbójnik (ur. 1705)
- 1747 – Leopold von Anhalt-Dessau, pruski książę, generał-feldmarszałek (ur. 1676)
- 1757 – Mikołaj Ignacy Wyżycki, polski duchowny katolicki, arcybiskup metropolita lwowski (ur. ?)
- 1760 – Karol Erdmann Henckel von Donnersmarck, pan Tarnowskich Gór, baron i hrabia cesarstwa (ur. 1695)
- 1763 – Benedykt Chmielowski, polski duchowny katolicki, pisarz (ur. 1700)
- 1766 – Tiberius Hemsterhuis, holenderski filolog (ur. 1685)
- 1767 – Franz Sparry, austriacki kompozytor (ur. 1715)
- 1782 – Taksin, król Syjamu (ur. 1734)
- 1783 – Ignaz Holzbauer, austriacki kompozytor (ur. 1711)
- 1785 – Szymon Weryha Darowski, polski szlachcic, polityk (ur. ?)
- 1789:
  - Abdülhamid I, sułtan Imperium Osmańskiego (ur. 1725)
  - Petrus Camper, holenderski lekarz, anatom, przyrodnik (ur. 1722)
- 1803 – Toussaint L’Ouverture, haitański rewolucjonista (ur. 1743)
- 1811 – Dositej Obradović, serbski pisarz, myśliciel, moralista (ur. ok. 1739)
- 1813 – Andrzej Gawroński, polski duchowny katolicki, biskup krakowski (ur. 1740)
- 1816 – Maria Ludwika Habsburg-Este, cesarzowa Austrii (ur. 1787)
- 1817 – Heinrich Friedrich von Diez, pruski dyplomata (ur. 1751)
- 1823 – Jacques Charles, francuski fizyk, chemik, baloniarz (ur. 1746)
- 1826 – Lucie Madeleine d’Estaing, francuska arystokratka (ur. 1743)
- 1828:
  - Ferdynand Dąbrowa-Ciechanowski, polski duchowny greckokatolicki, unicki biskup chełmski, polityk (ur. 1759)
  - John Proby, brytyjski arystokrata, polityk, dyplomata (ur. 1751)
- 1831 – Henry Phipps, brytyjski arystokrata, polityk (ur. 1755)
- 1833 – Antoni Henryk Radziwiłł, polski książę, polityk, kompozytor (ur. 1775)
- 1836 – William Godwin, brytyjski publicysta polityczny, myśliciel (ur. 1756)
- 1845 – Julia Clary-Bonaparte, królowa Neapolu i Hiszpanii (ur. 1771)
- 1849 – Josef Franz Karl Amrhyn, szwajcarski polityk, kanclerz federalny (ur. 1800)
- 1850 – William Lisle Bowles, brytyjski duchowny anglikański, poeta, krytyk literacki (ur. 1762)
- 1851 – Mariano Medrano, argentyński duchowny katolicki, biskup Buenos Aires (ur. 1767)
- 1856 – Giulio Genoino, włoski poeta, librecista (ur. 1771)
- 1857:
  - Henry Alexander Crabb, amerykański pirat (ur. 1823)
  - Karl Ludwig von Ficquelmont, austriacki wojskowy, dyplomata, polityk, premier Cesarstwa Austrii (ur. 1777)
- 1859 – René Théodore Berthon, francuski malarz (ur. 1776)
- 1861:
  - Piotr Nguyễn Văn Lựu, wietnamski duchowny katolicki, męczennik, święty (ur. ok. 1812)
  - Jan Peucker, rosyjski oficer pochodzenia kurlandzkiego (ur. 1824)
- 1868 – Thomas D’Arcy McGee, kanadyjski dziennikarz, poeta, polityk (ur. 1825)
- 1870 – Jacob Michael Kunkel, amerykański prawnik, polityk (ur. 1822)
- 1871 – Wilhelm von Tegetthoff, austro-węgierski admirał (ur. 1827)
- 1872 – Fortunat Stadnicki, polski ziemianin, spiskowiec, działacz demokratyczny (ur. 1818)
- 1874 – Wilhelm von Kaulbach, niemiecki malarz (ur. 1805)
- 1875 – Georg Herwegh, niemiecki pisarz socjalistyczno-rewolucyjny (ur. 1817)
- 1876 – Aleksandr Baszucki, rosyjski pisarz (ur. 1803)
- 1877:
  - Cecilia Böhl de Faber, hiszpańska pisarka pochodzenia niemieckiego (ur. 1796)
  - Errico Petrella, włoski muzyk, kompozytor (ur. 1813)
- 1884 – Antoni Oppeln-Bronikowski, polski pedagog, latynista, hellenista, poeta (ur. 1817)
- 1889 – Paul Du Bois-Reymond, niemiecki matematyk, wykładowca akademicki (ur. 1831)
- 1891 – P.T. Barnum, amerykański przedsiębiorca cyrkowy, impresario (ur. 1810)
- 1900 – Frederic Edwin Church, amerykański malarz (ur. 1826)
- 1901 – Ladislav Pejačević, chorwacki polityk, ban Chorwacji (ur. 1824)
- 1903 – Seweryn Kłosowski, polsko-brytyjski fryzjer, seryjny morderca (ur. 1865)
- 1904:
  - Antoni Krygowski, polski matematyk, fizyk, pedagog (ur. 1824)
  - Emanuel Roiński, polski adwokat, działacz społeczny i gospodarczy (ur. 1835)
- 1905 – Maria Assunta Pallota, włoska franciszkanka, misjonarka, błogosławiona (ur. 1878)
- 1908 – Jan Tadeusz Lubomirski, polski książę, działacz społeczny, historyk, encyklopedysta (ur. 1826)
- 1909 – Oskar Marmorek, austriacki działacz syjonistyczny, architekt pochodzenia żydowskiego (ur. 1863)
- 1911 – Karol Antoni Niedziałkowski, polski duchowny katolicki, biskup łucko-żytomierski, pisarz (ur. 1846)
- 1912 – Władysław Drucki Lubecki, polski ziemianin, działacz społeczny, polityk, prezydent Grodna (ur. 1864)
- 1914 – Ajub Chan, afgański książę, gubernator Heratu (ur. 1857)
- 1915 – Gustaw Roszkowski, polski prawnik, wykładowca akademicki, polityk (ur. 1847)
- 1916 – Arthur Spiegel, amerykański przedsiębiorca pochodzenia żydowskiego (ur. 1885)
- 1917 – Spiridon Samaras, grecki kompozytor (ur. 1861)
- 1918:
  - Ludwig Bockholt, niemiecki komandor podporucznik (ur. 1885)
  - Guy Borthwick Moore, kanadyjski pilot wojskowy, as myśliwski (ur. 1895)
- 1919:
  - Przemysław Barthel de Weydenthal, polski pułkownik artylerii (ur. 1893)
  - Franciszek Koy, polski porucznik (ur. 1893)
  - Władysław Ryszkiewicz, polski podporucznik pilot (ur. 1897)
- 1921:
  - Henri Duret, francuski chirurg, neurochirurg (ur. 1849)
  - Szymon Methal, polski szachista, kompozytor szachowy żydowskiego (ur. 1845)
- 1922 – Albert Venn Dicey, brytyjski prawnik, konstytucjonalista, wykładowca akademicki (ur. 1835)
- 1923 – Stefan Garczyński, polski psychiatra, podpułkownik lekarz (ur. 1883)
- 1924 – John Norton Loughborough, amerykański kaznodzieja adwentystów dnia siódmego (ur. 1832)
- 1925 – Tichon, patriarcha moskiewski i całej Rusi (ur. 1865)
- 1927:
  - Dominik Iturrate Zubero, baskijski trynitarz, błogosławiony (ur. 1901)
  - Georg Ossian Sars, norweski hydrozoolog (ur. 1837)
- 1928 – Aleksandr Bogdanow, rosyjski filozof, socjolog, ekonomista, lekarz, polityk (ur. 1873)
- 1929 – Édouard Schuré, francuski filozof, poeta, dramaturg, prozaik, krytyk muzyczny (ur. 1841)
- 1930 – Anna Lea Merritt, amerykańska malarka, pisarka, publicystka (ur. 1844)
- 1933:
  - Alfred Dunlop, australijski tenisista (ur. 1875)
  - Karol Stefan Habsburg, arcyksiążę austriacki, oficer marynarki wojennej (ur. 1860)
  - Nataniel (Troicki), rosyjski biskup prawosławny (ur. 1864)
- 1934 – Heinz Prüfer, niemiecki matematyk, wykładowca akademicki pochodzenia żydowskiego (ur. 1896)
- 1936 – Marilyn Miller, amerykańska aktorka, piosenkarka, tancerka (ur. 1898)
- 1938 – Suzanne Valadon, francuska malarka, graficzka (ur. 1867)
- 1939:
  - Joseph Lyons, australijski polityk, premier Australii (ur. 1879)
  - Mujo Ulqinaku, albański żołnierz, bohater narodowy (ur. 1896)
- 1940:
  - Jan Basamania, polski policjant (ur. 1894)
  - Feliks Bolt, polski duchowny katolicki, działacz i polityk ruchu narodowego (ur. 1864)
  - William Faversham, brytyjski aktor (ur. 1868)
- 1941:
  - Stefan Olszyński, polski ziemianin, samorządowiec, burmistrz Kłobucka (ur. 1881)
  - Nikolas van Wijk, holenderski językoznawca, slawista, wykładowca akademicki (ur. 1880)
- 1942:
  - Zygmunt Cardini, polski związkowiec, polityk, poseł na Sejm RP (ur. 1899)
  - Karl Cäsar, niemiecki architekt, wykładowca akademicki (ur. 1874)
  - Franciszek Głowacz, polski partyzant, hubalczyk (ur. 1910)
- 1943:
  - Jakub Bojko, polski działacz, publicysta i pisarz ludowy, polityk, wicemarszałek Sejmu i senator RP (ur. 1857)
  - Helmuth Groscurth, niemiecki pułkownik (ur. 1898)
  - Alexandre Millerand, francuski polityk, premier i prezydent Francji (ur. 1859)
- 1947 – Henry Ford, amerykański producent samochodów (ur. 1863)
- 1948 – Götrik Frykman, szwedzki hokeista, piłkarz (ur. 1891)
- 1949:
  - Michaił Dienisienko, radziecki generał major (ur. 1899)
  - John Gourlay, kanadyjski piłkarz (ur. 1872)
- 1950:
  - Walter Huston, amerykański aktor pochodzenia kanadyjskiego (ur. 1884)
  - Anatol Krakowiecki, polski pisarz, dziennikarz, więzień sowieckich łagrów (ur. 1901)
  - Józef Małczuk, polski uczestnik podziemia antykomunistycznego (ur. 1915)
  - Kazimierz Tkaczuk, polski sierżant, uczestnik podziemia antykomunistycznego (ur. ?)
- 1951:
  - Frederick Hamlin, brytyjski kolarz torowy (ur. 1881)
  - Daniel Lowey, brytyjski przeciągacz liny (ur. 1878)
- 1953 – Václav Vydra, czeski aktor, reżyser teatralny (ur. 1876)
- 1954:
  - Saburō Kurusu, japoński dyplomata (ur. 1886)
  - Imre Zachár, węgierski piłkarz wodny, pływak (ur. 1890)
- 1955:
  - Theda Bara, amerykańska aktorka (ur. 1885)
  - Tadeusz Reyman, polski archeolog, muzealnik (ur. 1899)
- 1956 – Mabell Ogilvy, brytyjska arystokratka, pisarka (ur. 1866)
- 1957:
  - Rudolf Schmidt, niemiecki generał (ur. 1886)
  - Efrajim Taburi, izraelski polityk (ur. 1900)
- 1958 – Iwan Pietrow, radziecki generał (ur. 1896)
- 1961:
  - Vanessa Bell, brytyjska malarka (ur. 1879)
  - Zygmunt Brunner, polski malarz, grafik, karykaturzysta (ur. 1878)
  - Zygmunt Kadłubowski, polski polityk, poseł na Sejm RP (ur. 1879)
- 1962:
  - Walerian Czuma, polski generał brygady (ur. 1890)
  - Jaroslav Durych, czeski lekarz wojskowy, poeta, prozaik, dramaturg, publicysta (ur. 1886)
  - Włodzimierz Hołubowicz, polski archeolog, etnograf (ur. 1908)
- 1964 – Sabina Feinstein, polska działaczka ruchu rewolucyjnego pochodzenia żydowskiego (ur. 1880)
- 1965 – Albert Gutterson, amerykański lekkoatleta, skoczek w dal (ur. 1887)
- 1966 – Walt Hansgen, amerykański kierowca wyścigowy (ur. 1919)
- 1967 – Edward Maj, polski kompozytor (ur. 1893)
- 1968:
  - Jim Clark, brytyjski kierowca wyścigowy (ur. 1936)
  - Grigorij Kozłow, radziecki polityk (ur. 1912)
- 1969:
  - Jan Pieter Bakker, holenderski geograf, geolog (ur. 1906)
  - Rómulo Gallegos, wenezuelski pisarz, polityk, prezydent Wenezueli (ur. 1884)
  - Demjan Korotczenko, radziecki i ukraiński polityk komunistyczny (ur. 1894)
  - Henryk Krok-Paszkowski, polski generał brygady (ur. 1887)
- 1970 – Janusz Woliński, polski historyk, wykładowca akademicki (ur. 1894)
- 1971 – Charles Pahud de Mortanges, holenderski jeździec sportowy (ur. 1896)
- 1972:
  - Betty Blythe, amerykańska aktorka (ur. 1893)
  - Abeid Amani Karume, zanzibarski i tanzański polityk, prezydent Zanzibaru (ur. 1905)
  - Victor Wong, amerykański aktor pochodzenia chińskiego (ur. 1906)
  - August Zaleski, polski polityk, minister spraw zagranicznych, prezydent RP na uchodźstwie (ur. 1883)
- 1973:
  - Jean Boubée, francuski rugbysta (ur. 1900)
  - Józef Czikel, polski generał brygady (ur. 1873)
  - Adolf Nasz, polski etnograf, archeolog, wykładowca akademicki (ur. 1916)
- 1974:
  - Aleksander Kłosiński, polski kuśnierz, działacz społeczny (ur. 1892)
  - Edwin Griswold Nourse, amerykański ekonomista (ur. 1883)
- 1975 – Adam Piotr Skoczylas, polski zootechnik, wykładowca akademicki (ur. 1902)
- 1976:
  - Jimmy Garrison, amerykański kontrabasista jazzowy (ur. 1934)
  - Hans Luxenburger, niemiecki psychiatra (ur. 1894)
  - Mary Margaret McBride, amerykańska prezenterka radiowa, pisarka (ur. 1899)
- 1977:
  - Siegfried Buback, niemiecki prawnik, prokurator generalny (ur. 1920)
  - Jim Thompson, amerykański pisarz, scenarzysta filmowy i telewizyjny (ur. 1906)
- 1979:
  - Bruno Apitz, niemiecki pisarz (ur. 1900)
  - Marcel Jouhandeau, francuski pisarz (ur. 1888)
- 1980:
  - Stanisław Pomianowski, polski rolnik, działacz społeczny, polityk, poseł na Sejm RP (ur. 1897)
  - Jarmila Štítnická, słowacka pisarka, redaktorka, publicystka (ur. 1924)
- 1981:
  - Krzysztof Klenczon, polski kompozytor, wokalista, gitarzysta, członek zespołów: Czerwone Gitary i Trzy Korony (ur. 1942)
  - Norman Taurog, amerykański reżyser filmowy (ur. 1899)
- 1982:
  - Harald Ertl, austriacki kierowca wyścigowy, dziennikarz (ur. 1948)
  - Jan Sokołowski, polski zoolog, ornitolog (ur. 1899)
- 1983:
  - Einar Hareide, norweski polityk (ur. 1899)
  - Kenyon Hopkins, amerykański kompozytor muzyki filmowej (ur. 1912)
- 1984 – Jerzy Kraszewski, polski żeglarz (ur. ?)
- 1985:
  - Grácia Kerényi, węgierska poetka, tłumaczka, popularyzatorka i badaczka literatury polskiej (ur. 1925)
  - Carl Schmitt, niemiecki prawnik, politolog, filozof społeczny (ur. 1888)
- 1986:
  - Rudolf Dilong, słowacki franciszkanin, poeta, publicysta (ur. 1905)
  - Chester Erskine, amerykański reżyser filmowy (ur. 1905)
  - Leonid Kantorowicz, rosyjski matematyk, ekonomista, laureat Nagrody Banku Szwecji im. Alfreda Nobla w dziedzinie ekonomii pochodzenia żydowskiego (ur. 1912)
  - Maria Wardasówna, polska pisarka, propagatorka lotnictwa (ur. 1907)
- 1987:
  - Józef Menet, polski podpułkownik pilot, instruktor lotniczy (ur. 1929)
  - Władimir Szyłykowski, rosyjski łyżwiarz szybki (ur. 1933)
- 1988:
  - Cesar Bresgen, austriacki kompozytor (ur. 1913)
  - Stefania Iwińska, polska aktorka (ur. 1928)
  - Lydie Schmit, luksemburska nauczycielka, polityk (ur. 1939)
  - Władysław Tritt, polski plutonowy (ur. 1913)
- 1989 – Per Hysing-Dahl, norweski menedżer, polityk (ur. 1920)
- 1990:
  - Re’uwen Feldman, izraelski polityk (ur. 1899)
  - Konrad Górski, polski teoretyk i historyk literatury, wykładowca akademicki (ur. 1895)
  - Szczepan Jankowski, polski kompozytor, organista, dyrygent (ur. 1900)
  - Piotr Kołomin, radziecki pilot wojskowy, as myśliwski (ur. 1910)
- 1991:
  - Ruth Page, amerykańska tancerka baletowa, choreografka (ur. 1899)
  - Vera Nabokov, rosyjska redaktorka, tłumaczka pochodzenia żydowskiego (ur. 1902)
- 1992:
  - Ace Bailey, kanadyjski hokeista, trener (ur. 1903)
  - Marian Janusz, polski inżynier budownictwa, wykładowca akademicki (ur. 1905)
  - Yang Kyoungjong, koreański żołnierz (ur. 1920)
- 1993:
  - Edward Adamczyk, polski lekkoatleta, wieloboista (ur. 1921)
  - Józef Józefczyk, polski aktor (ur. 1949)
  - Zoja Parfionowa, radziecka pilotka wojskowa (ur. 1920)
- 1994:
  - Ignacy Blum, polski generał brygady pochodzenia żydowskiego (ur. 1913)
  - Ignacy Brach, polski inżynier mechanik, wykładowca akademicki (ur. 1897)
  - Ștefan Dobay, rumuński piłkarz, trener pochodzenia węgierskiego (ur. 1909)
  - Cecil Gould, brytyjski historyk sztuki (ur. 1918)
  - Albert Guðmundsson, islandzki piłkarz, polityk (ur. 1923)
  - Golo Mann, niemiecki historyk, eseista, publicysta (ur. 1909)
  - Sigmund Ruud, norweski skoczek narciarski, narciarz alpejski, kombinator norweski (ur. 1907)
  - Agathe Uwilingiyimana, rwandyjska polityk, premier Rwandy (ur. 1953)
- 1995:
  - Wiktor Adamiszyn, rosyjski kapitan milicji (ur. 1962)
  - Olgierd Wojtasiewicz, polski językoznawca, sinolog, tłumacz, wykładowca akademicki (ur. 1916)
- 1996 – Alena Mazanik, białoruska kelnerka, zamachowczyni (ur. 1914)
- 1997 – Gieorgij Szonin, radziecki pilot wojskowy, kosmonauta (ur. 1935)
- 1999 – Ivan Diviš, czeski poeta, prozaik (ur. 1924)
- 2000:
  - Masayuki Minami, japoński siatkarz (ur. 1941)
  - Andrzej Nowicki, polski gitarzysta basowy, członek zespołu Perfect (ur. 1953)
- 2001:
  - David Graf, amerykański aktor (ur. 1950)
  - Beatrice Straight, amerykańska aktorka (ur. 1914)
- 2002:
  - John Agar, amerykański aktor (ur. 1921)
  - Janusz Czub, polski łucznik, trener (ur. 1938)
- 2004:
  - Wolfgang Mattheuer, niemiecki malarz, rzeźbiarz, grafik (ur. 1927)
  - Kelucharan Mohapatra, indyjski tancerz (ur. 1926)
- 2005:
  - Cliff Allison, brytyjski kierowca wyścigowy (ur. 1932)
  - Grigoris Bithikotsis, grecki piosenkarz (ur. 1922)
  - Giwi Nodia, gruziński piłkarz, trener (ur. 1948)
- 2006:
  - Yodgor Nasriddinova, radziecka i uzbecka polityk (ur. 1920)
  - Zdzisław Pawlak, polski informatyk (ur. 1926)
- 2007:
  - Barry Nelson, amerykański aktor (ur. 1917)
  - Piotr Przyboś, polski muzyk ludowy, skrzypek (ur. 1921)
- 2008:
  - Frank Little, australijski duchowny katolicki, arcybiskup Melbourne (ur. 1925)
  - Mark Speight, brytyjski prezenter telewizyjny (ur. 1965)
- 2009 – Dave Arneson, amerykański autor gier fabularnych (ur. 1947)
- 2010 – Christopher Cazenove, brytyjski aktor (ur. 1945)
- 2011:
  - Marian Dusza, polski sędzia piłkarski (ur. 1948)
  - Victor Surdu, rumuński agronom, polityk (ur. 1947)
- 2012:
  - Ignacy Mojżesz I Daoud, syryjski duchowny katolicki, patriarcha Antiochii, kardynał (ur. 1930)
  - Miss Read, brytyjska pisarka (ur. 1913)
  - Mike Wallace, amerykański dziennikarz (ur. 1918)
  - Jamshid Zokirov, uzbecki aktor (ur. 1948)
- 2014:
  - Peaches Geldof, brytyjska modelka, prezenterka telewizyjna (ur. 1989)
  - James Alexander Green, brytyjski matematyk, wykładowca akademicki (ur. 1926)
- 2015:
  - Lidia Croce, włoska działaczka społeczna (ur. 1922)
  - Stan Freberg, amerykański aktor, pisarz (ur. 1926)
  - Richard Henyekane, południowoafrykański piłkarz (ur. 1983)
  - Kardam, bułgarski arystokrata (ur. 1962)
  - Ryszard Szaro, polski futbolista (ur. 1948)
- 2016:
  - László Bárczay, węgierski szachista (ur. 1936)
  - Tadeusz Madeja, polski aktor (ur. 1936)
  - Carlo Monti, włoski lekkoatleta, sprinter (ur. 1920)
  - Nebojša Popov, serbski socjolog, działacz na rzecz pokoju (ur. 1939)
  - Zygmunt Przychodzeń, polski ekonomista, wykładowca akademicki (ur. 1940)
- 2017:
  - Relja Bašić, chorwacki aktor (ur. 1930)
  - Tim Pigott-Smith, brytyjski aktor (ur. 1946)
  - Adam Tomanek, polski dziennikarz radiowy (ur. 1928)
- 2018:
  - Munin Barua, indyjski reżyser filmowy, pisarz (ur. 1948)
  - Piotr Brajko, rosyjski wojskowy, partyzant (ur. 1919)
  - Peter Grünberg, niemiecki fizyk, laureat Nagrody Nobla (ur. 1939)
  - Božidar Smiljanić, chorwacki aktor, reżyser teatralny, pisarz (ur. 1936)
- 2019 – Seymour Cassel, amerykański aktor (ur. 1935)
- 2020:
  - Wiktor Bater, polski dziennikarz, korespondent wojenny (ur. 1966)
  - Jean-Laurent Cochet, francuski aktor (ur. 1935)
  - Katarzyna Morawska, polska muzykolog (ur. 1933)
  - Donato Sabia, włoski lekkoatleta, sprinter i średniodystansowiec (ur. 1963)
  - Wojciech Życiński, polski duchowny katolicki, salezjanin, mariolog, teolog (ur. 1953)
- 2021:
  - Farid Alakbarli, azerski historyk, wykładowca akademicki (ur. 1964)
  - Lucyna Falkowska, polska geograf, oceanolog, wykładowczyni akademicka (ur. 1951)
  - Jerzy Edward Fiett, polski wioślarz, taternik, informatyk (ur. 1928)
  - Jerzy Kaczmarek, polski socjolog, poeta, tłumacz (ur. 1965)
  - Leszek Kołacz, polski architekt, powstaniec warszawski (ur. 1926)
  - Wiktor Kuriencow, rosyjski sztangista (ur. 1941)
  - Edward Włodarczyk, polski historyk, wykładowca akademicki (ur. 1946)
- 2022:
  - Ludwik Dorn, polski publicysta, polityk, poseł i marszałek Sejmu RP, minister spraw wewnętrznych i administracji, wicepremier (ur. 1954)
  - Stanisław Kałdon, polski duchowny katolicki, teolog, dominikanin, rekolekcjonista (ur. 1945)
- 2023:
  - Benjamin Ferencz, węgierski prawnik (ur. 1920)
  - Rachel Pollack, amerykańska pisarka science fiction, autorka komiksów, tarocistka (ur. 1945)
- 2024:
  - Barbara Czarniawska, polska socjolog, profesor zarządzania (ur. 1948)
  - Pat Hennen, amerykański motocyklista wyścigowy (ur. 1953)
  - Joe Kinnear, irlandzki piłkarz, trener (ur. 1946)
  - Rickey Parkey, amerykański bokser (ur. 1956)
- 2025:
  - Paul Breza, amerykański duchowny katolicki, działacz kaszubski (ur. 1937)
  - Andrzej Gospodarowicz, polski ekonomista, profesor nauk ekonomicznych, nauczyciel akademicki (ur. 1945)
  - Raghbir Lal, indyjski hokeista na trawie (ur. 1929)